# Allaines-Mervilliers
Allaines-Mervilliers település Franciaországban, Eure-et-Loir megyében. Lakosainak száma 303 fő (2018. január 1.). Allaines-Mervilliers Janville, Tillay-le-Péneux, Bazoches-les-Hautes és Germignonville községekkel határos.

## Népesség
A település népességének változása:
| Lakosok száma | 309  | 306  | 277  | 274  | 341  | 332  | 335  | 325  | 307  | 303  |
|               | 1968 | 1975 | 1982 | 1999 | 2006 | 2011 | 2013 | 2016 | 2017 | 2018 |